# Western AFC
Maillots
Le Western AFC  est un club néo-zélandais de football basé à Christchurch.

## Palmarès
- Coupe de Nouvelle-Zélande
  - Vainqueur : 1936, 1945, 1952, 1955
  - Finaliste : 1930, 1935, 1939, 1954, 1966